# UAE Tour 2020
2. ročník etapového cyklistického závodu UAE Tour se konal mezi 23. a 27. únorem 2020. Závod dlouhý 835 km vyhrál Brit Adam Yates z týmu Mitchelton–Scott. Na druhém a třetím místě se umístili Slovinec Tadej Pogačar (UAE Team Emirates) a Alexej Lucenko (Astana).
Po 5. etapě byli 2 organizátoři pozitivně otestování na covid-19. Kvůli tomu místní úřady zavřely do karantény a otestovaly všechny účastníky včetně jezdců, organizátorů a členů týmů a zrušily poslední 2 etapy. K 3. březnu 2020 většina týmů zemi opustila a vrátila se do normálního režimu, ale některé týmy byly stále drženy v izolaci ve Spojených arabských emirátech s minimem odůvodnění nebo záruk. Nakonec jim bylo oznámeno, že budou moct opustit hotel 14. března.

## Týmy
Závodu se zúčastnilo osmnáct z devatenácti UCI World Teamů společně se dvěma UCI ProTeamem. Každý tým přijel se 7 jezdci, na start se celkem postavilo 140 jezdců, z nichž 133 dojelo do cíle na Jebel Hafeet.
Týmy, které se zúčastnily závodu, byly:

### UCI WorldTeamy
- AG2R La Mondiale
- Astana
- Bahrain–McLaren
- Bora–Hansgrohe
- CCC Team
- Cofidis
- Deceuninck–Quick-Step
- Groupama–FDJ
- Israel Start-Up Nation
- Lotto–Soudal
- Mitchelton–Scott
- Movistar Team
- NTT Pro Cycling
- Team Ineos
- Team Jumbo–Visma
- Team Sunweb
- Trek–Segafredo
- UAE Team Emirates

### UCI ProTeamy
- Gazprom–RusVelo
- Vini Zabù–KTM

## Trasa a etapy
| Etapa         | Datum         | Trasa                               | Vzdálenost     | Typ            | Typ            | Vítěz                   |
| ------------- | ------------- | ----------------------------------- | -------------- | -------------- | -------------- | ----------------------- |
| 1             | 23. února     | Palm Jumeirah - Dubai Silicon Oasis | 148 km         |                | Rovinatá etapa | Pascal Ackermann (GER)  |
| 2             | 24. února     | Hatta - Hatta (Přehrada)            | 168 km         |                | Zvlněná etapa  | Caleb Ewan (AUS)        |
| 3             | 25. února     | Al Qudrah - Jebel Hafeet            | 184 km         |                | Horská etapa   | Adam Yates (GBR)        |
| 4             | 26. února     | Zabeel Park - Dubai City Walk       | 173 km         |                | Rovinatá etapa | Dylan Groenewegen (NED) |
| 5             | 27. února     | Al Ain - Jebel Hafeet               | 162 km         |                | Horská etapa   | Tadej Pogačar (SLO)     |
| 6             | 28. února     | Al Ruwais - Al Mirfa                | 158 km         |                | Rovinatá etapa | Zrušeno                 |
| 7             | 29. února     | Al Maryah - Abú Zabí                | 127 km         |                | Rovinatá etapa | Zrušeno                 |
| Celková délka | Celková délka | 1120 km 835 km                      | 1120 km 835 km | 1120 km 835 km | 1120 km 835 km | 1120 km 835 km          |

## Průběžné pořadí
| Etapa          | Vítěz             | Celkové pořadí   | Bodovací soutěž  | Sprinterská soutěž | Soutěž mladých jezdců | Soutěž týmů            |
| -------------- | ----------------- | ---------------- | ---------------- | ------------------ | --------------------- | ---------------------- |
| 1              | Pascal Ackermann  | Pascal Ackermann | Pascal Ackermann | Veljko Stojnić     | Veljko Stojnić        | Israel Start-Up Nation |
| 2              | Caleb Ewan        | Caleb Ewan       | Caleb Ewan       | Veljko Stojnić     | Nikolaj Čerkasov      | Deceuninck–Quick-Step  |
| 3              | Adam Yates        | Adam Yates       | Caleb Ewan       | Veljko Stojnić     | Tadej Pogačar         | UAE Team Emirates      |
| 4              | Dylan Groenewegen | Adam Yates       | Caleb Ewan       | Veljko Stojnić     | Tadej Pogačar         | UAE Team Emirates      |
| 5              | Tadej Pogačar     | Adam Yates       | Caleb Ewan       | Veljko Stojnić     | Tadej Pogačar         | UAE Team Emirates      |
| 6              | Zrušeno           | Zrušeno          | Zrušeno          | Zrušeno            | Zrušeno               | Zrušeno                |
| 7              | Zrušeno           | Zrušeno          | Zrušeno          | Zrušeno            | Zrušeno               | Zrušeno                |
| Konečné pořadí | Konečné pořadí    | Adam Yates       | Caleb Ewan       | Veljko Stojnić     | Tadej Pogačar         | UAE Team Emirates      |

## Konečné pořadí
| Legenda | Legenda                           | Legenda | Legenda                                 |
| ------- | --------------------------------- | ------- | --------------------------------------- |
|         | Označuje vítěze celkového pořadí. |         | Označuje vítěze sprinterské soutěže.    |
|         | Označuje vítěze bodovací soutěže. |         | Označuje vítěze soutěže mladých jezdců. |

### Celkové pořadí
| Pořadí | Jezdec             | Tým               | Čas         |
| ------ | ------------------ | ----------------- | ----------- |
| 1      | Adam Yates         | Mitchelton–Scott  | 20h 35’ 04” |
| 2      | Tadej Pogačar      | UAE Team Emirates | + 1’ 01”    |
| 3      | Alexej Lucenko     | Astana            | + 1’ 33”    |
| 4      | David Gaudu        | Groupama–FDJ      | + 1’ 48”    |
| 5      | Rafał Majka        | Bora–Hansgrohe    | + 2’ 11”    |
| 6      | Wilco Kelderman    | Team Sunweb       | + 2’ 34”    |
| 7      | Ilnur Zakarin      | CCC Team          | + 2’ 34”    |
| 8      | Davide Formolo     | UAE Team Emirates | + 2’ 39”    |
| 9      | Diego Ulissi       | UAE Team Emirates | + 2’ 47”    |
| 10     | Víctor de la Parte | CCC Team          | + 2’ 51”    |

### Bodovací soutěž
| Pořadí | Jezdec             | Tým                   | Body |
| ------ | ------------------ | --------------------- | ---- |
| 1      | Caleb Ewan         | Lotto–Soudal          | 43   |
| 2      | Veljko Stojnić     | Vini Zabù–KTM         | 42   |
| 3      | Tadej Pogačar      | UAE Team Emirates     | 39   |
| 4      | Adam Yates         | Mitchelton–Scott      | 35   |
| 5      | Alexej Lucenko     | Astana                | 33   |
| 6      | Pascal Ackermann   | Bora–Hansgrohe        | 32   |
| 7      | Dylan Groenewegen  | Team Jumbo–Visma      | 29   |
| 8      | Sam Bennett        | Deceuninck–Quick-Step | 25   |
| 9      | Leonardo Tortomasi | Vini Zabù–KTM         | 21   |
| 10     | David Gaudu        | Groupama–FDJ          | 19   |

### Sprinterská soutěž
| Pořadí | Jezdec             | Tým                   | Body |
| ------ | ------------------ | --------------------- | ---- |
| 1      | Veljko Stojnić     | Vini Zabù–KTM         | 42   |
| 2      | Leonardo Tortomasi | Vini Zabù–KTM         | 21   |
| 3      | Cristian Scaroni   | Gazprom–RusVelo       | 18   |
| 4      | Andrea Garosio     | Vini Zabù–KTM         | 13   |
| 5      | Will Clarke        | Trek–Segafredo        | 13   |
| 6      | Jasper De Buyst    | Lotto–Soudal          | 10   |
| 7      | Victor Campenaerts | NTT Pro Cycling       | 9    |
| 8      | Umberto Marengo    | Vini Zabù–KTM         | 9    |
| 9      | Nikolaj Čerkasov   | Gazprom–RusVelo       | 8    |
| 10     | Stijn Steels       | Deceuninck–Quick-Step | 6    |

### Soutěž mladých jezdců
| Pořadí | Jezdec            | Tým               | Čas         |
| ------ | ----------------- | ----------------- | ----------- |
| 1      | Tadej Pogačar     | UAE Team Emirates | 20h 36’ 05” |
| 2      | David Gaudu       | Groupama–FDJ      | + 47”       |
| 3      | Eddie Dunbar      | Team Ineos        | + 1’ 57”    |
| 4      | Niklas Eg         | Trek–Segafredo    | + 2’ 35”    |
| 5      | Óscar Rodríguez   | Astana            | + 4’ 16”    |
| 6      | Jaakko Hänninen   | AG2R La Mondiale  | + 4’ 44”    |
| 7      | Jai Hindley       | Team Sunweb       | + 5’ 19”    |
| 8      | Héctor Carretero  | Movistar Team     | + 5’ 39”    |
| 9      | Florian Stork     | Team Sunweb       | + 6’ 44”    |
| 10     | Lorenzo Fortunato | Vini Zabù–KTM     | + 10’ 22”   |

### Soutěž týmů
| Pořadí | Tým               | Čas         |
| ------ | ----------------- | ----------- |
| 1      | UAE Team Emirates | 61h 51’ 55” |
| 2      | Astana            | + 3’ 25”    |
| 3      | CCC Team          | + 5’ 22”    |
| 4      | Trek–Segafredo    | + 7’ 04”    |
| 5      | AG2R La Mondiale  | + 7’ 55”    |
| 6      | Team Sunweb       | + 9’ 26”    |
| 7      | Movistar Team     | + 10’ 27”   |
| 8      | Cofidis           | + 11’ 56”   |
| 9      | Bora–Hansgrohe    | + 12’ 38”   |
| 10     | Bahrain–McLaren   | + 14’ 24”   |